# 샤텔생드니역
샤텔생드니역(프랑스어: Châtel-Saint-Denis)은 스위스 프리부르주에 있는 샤텔생드니 지자체에 위치한 기차역이다.

## 운행편
역은 RER 프리부르 네트워크의 일부이다. 샤텔생드니는 팔레지유와 뷜을 연결하는 S50 라인으로 연결되며, 미터궤로 달린다. 이 노선은 주중에는 시간당 2회, 주말에는 매시간 운행한다.
샤텔생드니역은 빠꼬 6으로 연결되는 프리부르주아 대중교통(TPF)의 492번 노선과 브베 7로 연결되는 VMCV(브베-몽트뢰-Chillon-Villeneuve) 회사의 213 번 노선에서도 이용 가능하다.